# Wake Up! (album du pape François)
Pour les articles homonymes, voir Wake Up.
Wake Up! (« Réveillez-vous ! ») est un album de rock chrétien composé de discours tenus par le pape François dans le monde entier entre 2013 et 2015 avec des accompagnements musicaux de prières et d'hymnes réalisés par divers artistes et producteurs italiens. Il est sorti le 27 novembre 2015 chez Believe Digital.

## Production
Divers artistes et producteurs italiens ont contribué à la création de cet album. Parmi eux figurent notamment Don Giulio Neroni, Giorgio Kriegsch, Mite Balduzzi, Giuseppe Dati (it), Lorenzo Piscopo, Dino Doni, ainsi que Tony Pagliuca, membre du groupe italien de rock progressif Le Orme. L'album est sorti avec le label de Believe Digital.

## Sortie
L'annonce de sa sortie est faite à la fin du voyage du pape François aux États-Unis ; cette annonce crée la surprise.
Son premier titre Wake Up! Go! Go! Forward! (« Réveille toi ! Avance ! Avance ! Va de l'avant ! ») est sorti en avant-première le 26 septembre 2015,. Cette chanson comporte le discours du pape prononcé le 17 août 2014 devant les Sud-Coréens, mêlé à des synthétiseurs, des cuivres et des guitares électriques.
L'album est rendu disponible en pré-commande dès la fin du mois de septembre 2015.  
Les morceaux sont formés à partir de discours prononcés par le pape, transposés sur des musiques. On peut entendre plusieurs langues, l'italien, l'espagnol, le latin, le portugais, l'anglais.

## Liste des pistes
1. Annuntio vobis gaudium magnum (proclamation au Vatican le 13 mars 2013) – 6:53.
2. Salve Regina (Rio de Janeiro, 25 juillet 2013 et Cagliari, 22 septembre 2013) – 5:17.
3. Cuidar el planeda (Rome, 20 novembre 2014) – 4:46.
4. Por qué sufren los niños? (Manille, 18 janvier 2015) – 5:20.
5. Non lasciatevi rubare la speranza! (Vatican, 7 juin 2013) – 3:57.
6. La Iglesia no puede ser una ONG! (Rio de Janeiro, 25 juillet 2013) – 4:49.
7. Wake Up! Go! Go! Forward! (Corée du Sud, 17 août 2014) – 5:12.
8. La fa es entera, no se licua! (Rio de Janeiro, 25 juillet 2013) – 4:32.
9. Pace! Fratelli! (Vatican, 8 juin 2014) – 5:52.
10. Per la famiglia (Vatican, 27 octobre 2013) – 5:10.
11. Fazei o que Ele vos disser! (Vatican, 31 mai 2013) – 3:31.